# Tv-genre
For en definition af selve genrebegrebet se: genre.
Genre benyttes i tv om forskellige programtyper og emner. De vigtigste er nyheder, underholdning, sport, børnefjernsyn, belærende programmer og debatter. Nedenfor ses en liste over forskellige tv-genrer.

## Forskellige tv-genrer
- Tv-nyheder
- Nyhedsmagasiner
- Dokumentar
- Reality-tv
- Dramaserier (inkl. satire etc.),
- Livsstilsprogrammer
- Kulturprogrammer
- Ungdoms-tv
- Børne-tv
- Studieunderholdning
- Natur- og videnskabs-tv
- Historie-tv
- Forbrugermagasiner
- Tv-sport
- Pop-musik
- Regional- / lokal-tv
- Debat-programmer
- Portrætter
- Quiz-tv
- Internetbaserede spil-koncepter